# Гаврила Алексич

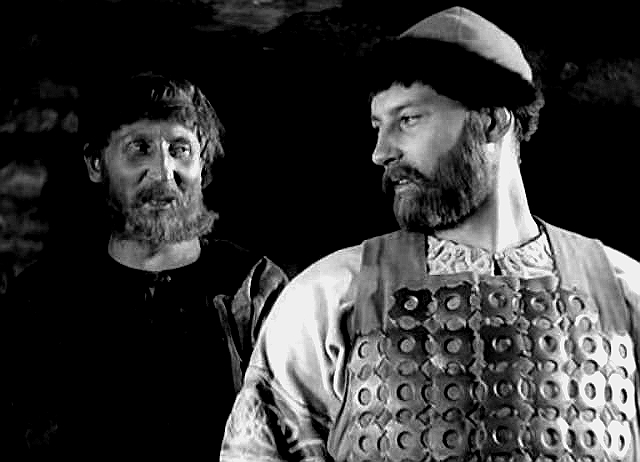
Андрей Абрикосов (справа) в роли Гаврилы Алексича («Александр Невский»)

Гаври́ла Але́ксич (иногда называемый Гаврило Олексич, ?—1241) — боярин князя Александра Ярославича, герой Невской битвы.

## Историческое лицо

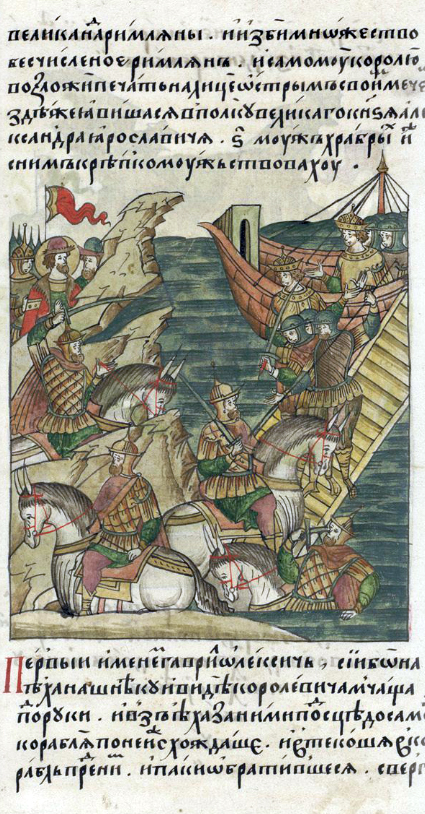
Лицевой летописный свод: Тогда же проявили себя в войске великого князя Александра Ярославовича 6 храбрецов, которые с ним рядом мужественно сражались.
Первому имя Гаврила Алексич; он увидел, как уводили королевича под охраной на корабль; и взъехал Гаврила за ними на коне до самого корабля по доске, перекинутой на корабль; и неприятели вошли в корабль перед ним, а затем, обратившись, сбросили его с доски с конём
в море. Гаврила же,
по Божьей воле, оттуда
выбрался невредимым

15 июля 1240 года в битве на Неве Гаврила Алексич прославился воинской удалью. Преследуя какого-то знатного шведа, попытался въехать верхом на коне по сходням прямо на шведский корабль.

Он напал на шнек и, увидев королевича, влекомого под руки, въехал до самого корабля по сходням, по которым бежали с королевичем; преследуемые им схватили Гаврилу Олексича и сбросили его со сходен вместе с конём. Но по божьей милости он вышел из воды невредим, и снова напал на них, и бился с самим воеводою посреди их войска.

Можно встретить утверждение, что Гаврила Олексич погиб при штурме крепости Копорье в 1241 году. Однако в Новгородской первой летописи такого известия нет.

## Родоначальник
«Бархатная книга» так пишет о происхождении Гаврилы Алексича и о его потомках:
«Изъ Немецъ пришолъ Радша. А у Радши сынъ Якунъ. А у Якуна сынъ Алекса. А у Алексы сынъ Гаврило Алексичь. А у Гаврилы дети: Иванъ Морхиня, Да Акинфъ. И отъ Ивана Морхини пошли Товарковы, Замыцкие. А отъ Акинфа пошли Свибловы, Каменские, Застолбские. А у Ивана Морхини одинъ сынъ Александръ. А у Александра 5 сыновъ: Григорей Пушка, Да Володимиръ Холопища, Да Давыдъ Казаринъ, Да Александръ, Да Федоръ Неведемица».
Гаврила Алексич стал родоначальником множества дворянских фамилий, среди которых — Пушкины. Однако некоторые генеалоги до сих пор спорят, был ли предком Пушкиных Гаврила или другой известный богатырь Невского — Ратмир. Часто ошибочно утверждается, будто бы Александр Сергеевич Пушкин в стихотворении «Моя родословная» «указывает, что Гавриил был внуком легендарного новгородского богатыря Ратши». На самом деле Пушкин никогда и нигде не писал о происхождении своего рода от Гаврилы Олексича.

## Персонаж научно-популярной литературы
Борис Кагарлицкий в заметке-рецензии на книгу «Кто победил в Ледовом побоище» пишет:

Дружинник Гаврила Алексич попытался въехать верхом на вражеский корабль по сходням, был, естественно, сброшен вниз, но не утонул (видимо, упал на мелком месте) и продолжал драться. 

Действия Гаврилы действительно — по нашим понятиям — идиотские. Зато они идеально соответствуют рыцарским понятиям о доблести. Чем более экстравагантен поступок, тем больше шансов, что подвиг запомнят (что, в случае с Гаврилой, и произошло). Даже просвещённый Генрих V Английский вёл себя не менее экстравагантным образом. Во время осады одного из французских замков он спустился в подкоп, к которому французы провели контрмину, и там, на коне, в полном вооружении сшибся с комендантом крепости. Причём оба остались живы.

Александр Куликовский в 1970 году писал в «Книге будущих командиров» о Гавриле: «Он сразился со шведским воеводой Спиридоном, убил его, затем рубился с епископом и тоже убил». Это утверждение с лёгкой руки историка стало распространённой ошибкой, многими впоследствии скопированной. На самом деле, епископ Томас Финляндский вернулся с битвы живым и даже пережил Гаврилу на семь лет.

## Образ в кино
Гаврила Алексич стал одним из главных героев знаменитого фильма Сергея Эйзенштейна «Александр Невский». Гаврила, роль которого исполнил Андрей Абрикосов, представлен как более спокойный друг Василия Буслаева и его соперник в любви. После битвы Буслаев признаёт, что Гаврила сражался лучше него и более достоин невесты. Всё это, разумеется, чистый вымысел: даже сам факт участия Гаврилы Алексича в Ледовом побоище не подтверждается источниками.
- В фильме российского режиссёра Игоря Калёнова «Александр. Невская битва» роль Гаврилы Алексича сыграл актёр Сергей Русскин.

## Брак и дети
Дети:
- Иван Морхиня
- Акинф Великий (ум. 1304) — боярин Андрея Александровича Городецкого, затем Михаила Ярославича Тверского.